# Буганов, Виктор Иванович
Ви́ктор Ива́нович Буга́нов (16 октября 1928, д. Машеново, Московская губерния — 23 февраля 1996, Москва) — советский и российский историк, источниковед, археограф, специалист по социально-политической истории России XI—XVIII веков. Доктор исторических наук (1969), профессор (1976), член-корреспондент РАО по Отделению общего среднего образования (1993), член-корреспондент РАН по Отделению истории (1994).

## Биография
Родился в крестьянской семье в крестьянской семье в деревне Машеново Серебряно-Прудского района Московской области. В 1938 г. родители, Мария Фёдоровна и Иван Кириллович, переехали в подмосковный посёлок Домодедово.
В 1951 году окончил с отличием Московский государственный историко-архивный институт. Ученик академика М. Н. Тихомирова. В 1954 году защитил кандидатскую диссертацию «Разрядные книги последней четверти XV — 1-й половины XVII вв. как исторический источник». С 1966 г. началась серийная публикация разрядных книг, продолжавшаяся под его руководством почти 30 лет.
С 1955 года — младший научный сотрудник Института истории АН СССР, в 1963—1975 годах — старший научный сотрудник. В 1968 году защитил докторскую диссертацию «Московские восстания второй половины XVII в.».
В 1975—1984 годах — заместитель директора Института истории СССР. C 1975 года заведовал сектором источниковедения истории СССР дооктябрьского периода (с 1992 года — Центр по изучению и публикации источников ИРИ РАН). Курировал издание летописей и разрядных книг.
Умер 23 февраля 1996 года. Похоронен на Домодедовском городском кладбище (Новая терр., уч. 5).

### Личная жизнь
Супруга — историк М. Г. Вандалковская. Сын Александр (род. 1959) — историк и этнограф.

## Труды
Заместитель ответственного редактора Полного собрания русских летописей: том 26, 31, 32, 33, 34, 35, 36, 37, 38, 39, 41.
Ответственный редактор серии «Разрядные книги» (вышло 13 томов).

### Книги
- Буганов В. И. Разрядные книги последней четверти XV—начала XVII вв. — М.: Изд-во АН СССР, 1962. — 264 с.
- Буганов В. И. Московское восстание 1662 г. / Институт истории АН СССР. — М.: Наука, 1964. — 136 с.
- Буганов В. И. Московские восстания конца XVII века. — М.: Наука, 1969. — 440 с.
- Буганов В. И. Отечественная историография русского летописания: Обзор советской литературы. — М.: Наука, 1975. — 344 с.
- Буганов В. И. Крестьянские войны в России XVII—XVIII вв. — М.: Наука, 1975. — 224 с. — (Научно-популярная серия). — 35 000 экз.
- Буганов В. И., Преображенский А. А., Тихонов Ю. А. Эволюция феодализма в России: Социально-экономические проблемы. — М.: Мысль, 1980. — 344 с.
- Буганов В. И. Куликовская битва / Худож. Р. А. Смирнова. — М.: Педагогика, 1980. — 112 с. — (Библиотечка Детской энциклопедии «Учёные — школьнику»). — 200 000 экз.
- Буганов В. И., Бурдей Г. Д., Корецкий В. И. Из истории русского города XVI — начала XVII веков. [Серпухов и его округа]. — Саратов: Изд-во Саратовского ун-та, 1981. — 80 с. — 3000 экз.
- Буганов В. И. Пугачёв. — М.: Молодая гвардия, 1984. — 384 с. — (Жизнь замечательных людей). — 150 000 экз.
- Буганов В. И. Куликовская битва. — 2-е изд. — М.: Педагогика, 1985. — 112 с. — (Библиотечка Детской энциклопедии «Учёные — школьнику»). — 200 000 экз.
- Буганов В. И. Очерки истории классовой борьбы в России XI—XVIII вв.: Книга для учителя. — М.: Просвещение, 1986. — 240 с. — 72 000 экз.
- Буганов В. И. Страницы летописи Москвы: Народные восстания XIV—XVIII веков. — М.: Московский рабочий, 1986. — 208 с. — 39 000 экз.
- Автократова М. И., Буганов В. И. Сокровищница документов прошлого [ЦГАДА СССР]. — М.: Советская Россия, 1986. — 336 с. — 50 000 экз.
- Буганов В. И. Булавин. — М.: Молодая гвардия, 1988. — 320 с. — (Жизнь замечательных людей). — 150 000 экз.
- Буганов В. И. Мир истории: Россия в XVII столетии. — М.: Молодая гвардия, 1989. — 320 с. — (Эврика). — 155 000 экз. — ISBN 5-325-00501-5.
- Буганов В. И. Пётр Великий и его время / Отв. ред. член-корр. АН СССР А. П. Новосельцев. — М.: Наука, 1989. — 192 с. — (Страницы истории нашей Родины). — Доп. тираж 300 000 экз. — ISBN 5-02-009471-4.
- Буганов В. И. Емельян Пугачёв. — М.: Просвещение, 1990. — 192 с. — 200 000 экз. — ISBN 5-09-001906-1.
- Буганов В. И., Богданов А. П. Бунтари и правдоискатели в Русской православной церкви. — М.: Политиздат, 1991. — 528 с. — 100 000 экз. — ISBN 5-250-01235-3.
- Буганов В. И., Буганов А. В. Полководцы. XVIII в. — М.: Патриот, 1992. — 432 с. — (Русские полководцы). — 60 000 экз. — ISBN 5-7030-0544-2.
- Буганов В. И. Разин и разинцы. — М.: Наука, 1995. — 368 с. — ISBN 5-02-009568-0.

### Статьи
- Буганов В. И. Источники разрядных книг последней четверти XV — начала XVII вв. // Исторические записки, 1965, т. 76, с. 216—229.
- Буганов В. И. Русское летописание в советской историографии // Вопросы истории. 1966. № 12. С. 143—155.
- Буганов В. И. Героические страницы боевого прошлого // Памятники Отечества. Альманах ВООПИиК, 1985, № 1. — С. 39—49.